# Contea di Xinglong
La contea di Xinglong (兴隆县S, Xīnglóng XiànP) è una contea della Cina, situata nella provincia di Hebei e amministrata dalla prefettura di Chengde.